# 伯奈利拉斐爾半自動霰彈槍
伯奈利拉斐爾（英語：Benelli Raffaello）是一款由意大利槍械製造商伯奈利公司在1990年代後期設計和生產的現代化標準型半自動式霰彈槍，適合獵人、執法機關和軍隊三方使用，可以發射23⁄4、3英吋12鉛徑霰彈。

## 設計
因為改為半自動操作關係，相對於泵動式霰彈槍而言只需要較少的組成部件，操作原理也因此變得簡單，全槍亦可變得更輕。
主要特點就是此霰彈槍的槍機閉鎖塊系統和管式彈倉的供彈系統（可切斷）。

## 操作
基本上伯奈利的一系列半自動霰彈槍都使用相同的基本操作規則，那就是惯性原理運作。利用一根固定的槍管以及霰彈槍射擊時的动能所產生的後座力。
該系統無需大量高壓火藥燃氣或槍管的後座力下操作，但是這種運作方式必需要利用弹簧在槍機頭和槍機之間自由地運作。
射擊時，由於霰彈槍的後坐力，使得霰彈槍的底部慣性自動由後移動4毫米，把彈簧壓縮。當彈簧完全壓縮，排殼口會完全打開，把彈殼推到後方，在殘餘的壓力下自動排出，然後就會自動從管式彈倉內部拿出下一發霰彈藥筒，亦立刻裝入膛室內。
而計算彈簧壓力的方法就是拖延槍機的開鎖時間，但之後彈簧可能會因為射擊的關係而自動離開了槍管，和必需因應不同長度的霰彈藥筒所產生的後座力而調整。

## 衍生型
伯奈利拉斐爾亦有1種主要衍生型：

### 伯奈利拉斐爾CrioComfort
伯奈利拉斐爾CrioComfort（英語：Benelli Raffaello CrioComfort）是伯奈利拉斐爾的輕量化及可發射31⁄2 英吋12鉛徑霰彈版本。

## 外部連結
- （英文）—美國伯奈利官方網站（页面存档备份，存于）
- （意大利文）—意大利伯奈利官方網站—Raffaello
  - Raffaello Crio Evo
  - Raffaello Crio
  - Raffaello
  - Raffaello Elegant
  - Raffaello De Luxe
- （英文）—Security Arms—Benelli Raffaello（页面存档备份，存于）